# 布盧厄斯城鎮區 (明尼蘇達州法里博縣)
布盧厄斯城鎮區（英語：Blue Earth City Township）是位於美國明尼蘇達州法里博縣的一個行政鎮區。

## 地方資料
布盧厄斯城鎮區的面積為85.05平方千米，當中陸地面積為84.16平方千米，而水域面積為0.89平方千米。根據2020年美國人口普查的數據，當地共有人口386人，而人口密度為每平方千米4.54人。